# Beautiful Bitch
Beautiful Bitch ist ein deutscher Film von Martin Theo Krieger, der von der Riva Filmproduktion GmbH in Zusammenarbeit mit dem WDR und dem NDR produziert wurde. Die Uraufführung fand 2007 in Montréal auf dem Festival des Films du Monde statt, die deutsche Erstaufführung auf den Hofer Filmtagen 2007. Kinostart war der 14. August 2008. Der Film wurde auf rund 30 internationalen Filmfestivals gezeigt und erhielt zahlreiche Auszeichnungen. Martin Theo Krieger führte Regie und schrieb das Drehbuch.

## Handlung
Die 15-jährige Bica (Bitch) lebt mit ihrem kleinen Bruder Pavel in Bukarest auf der Straße. Eines Tages wird sie von Cristu, einem ehemaligen Polizisten, angesprochen, der ihr die Lösung all ihrer Probleme verspricht, wenn sie für eine Zeit mit ihm nach Deutschland kommt. Cristu erscheint ihr wie ein helfender Engel. Drei Monate später haust Bica mit anderen rumänischen Kindern in einer heruntergekommenen Wohnung in Düsseldorf. Zu Taschendieben ausgebildet, werden sie von Cristu gezwungen, jeden Tag Passanten in der Stadt zu bestehlen. Jeder Kontakt zu Außenstehenden ist verboten.
Doch Bica lernt Milka kennen, ein verwöhntes, zickiges deutsches Mädchen, dessen Eltern sich getrennt haben. Aus anfänglicher Feindschaft wird allmählich Freundschaft. Bica gerät in eine Welt, die ihr völlig fremd ist, sie aber zunehmend anzieht und fasziniert: Streetball spielen, mit Freunden herumhängen, streiten, Spaß haben – und erste Liebesverwirrungen. Ein ganz normales Teenager-Dasein also, für Bica jedoch ein neues, atemberaubendes Gefühl: die Ahnung von Freiheit und Glück.
Natürlich darf Cristu nichts von Bicas Ausflügen in die Freiheit erfahren. Doch ihr Doppelleben als illegale Kleinkriminelle und ganz normale Jugendliche fliegt auf. Cristu versucht mit brutaler Gewalt, Bicas Verbindung zu ihren neuen Freunden zu unterbinden. Die Situation verselbständigt sich und eskaliert.

## Sonstiges
In dem Film trat der damalige Düsseldorfer Oberbürgermeister Joachim Erwin in der Rolle eines Supermarktkassierers auf.

## Kritiken
„Hervorragend gespielter, spannend und einfühlsam erzählter dramatischer Spielfilm, der ohne Verklärung die von Kriminalität und Gewalt geprägte Situation von ‚Klaukindern‘ aufbereitet und sie glaubwürdig mit der Suche von Jugendlichen nach Orientierung und Werten, nach Halt und Freundschaft verbindet.“

„Viel guter Wille ist bei Krieger am Werk. Sein Versuch ist zum Glück kein von Gewalt überladener Thriller geworden, aber auch keine authentische Beobachtung. Andreas Höfers Kamera erschließt reale Handlungsräume, in denen leider trotz spannender Momente und Verzweiflungsausbrüchen die Fiktion wie eine Imitation aussieht.“

„[…] arbeitet Martin Theo Krieger in seinem dritten Spielfilm mit der Spannung zwischen den ganz unterschiedlichen Erfahrungshorizonten einer Wohlstandszicke und eines Armutsmädchens. Das wirkt angesichts der komplexen Dichte von Krisensituationen und Nebenhandlungen eine Spur überkonstruiert – aber als Darstellerin der Bica balanciert die Schauspielnovizin Katharina Derr den harten Alltag eines Klaukindes glaubwürdig und berührend zwischen ganz widersprüchlichen Gefühlen.“

„Krieger entscheidet sich dafür, die rumänischen Kinder ein akzentfreies Hochdeutsch sprechen zu lassen. Dies eröffnet die Möglichkeit, den Blick weg von der äußerlichen Fremdheit und hin auf das komplizierte Innenleben der Freundschaft zwischen den Jugendlichen zu richten […]Die hervorragende Besetzung der beiden Hauptrollen – Katharina Derr als scheue, verängstigte Bica, Sina Tkotsch als streitlustige, aber gleichfalls orientierungslose Milka – verleiht dem Film hier die nötige Dichte.“

„Diese Exposition ist dynamisch und glaubwürdig erzählt, doch bald mutiert der Film zu einem Klischee beladenen Sozialmärchen, das von Szene zu Szene an Wahrhaftigkeit einbüßt.“

„Behutsam und ohne Voyeurismus skizziert er die scheinbar kaputte Welt der Klaukinder und die Leichtigkeit der deutschen Jugendlichen. Allerdings – und das macht diesen Film so stark – spielt er nicht die eine gegen die andere aus, sondern nimmt beide Welten für sich ernst. ‚Beautiful Bitch‘ ist ein starker Film, einfühlsam erzählt und grandios gespielt. Allen voran von Katharina Derr, die das erste Mal vor der Kamera stand und souverän die Rolle der ‚Bitch‘ ausfüllt.“

## Auszeichnungen
- Preis für das beste Drehbuch, Volkswagen Drehbuchpreis, Filmfest Emden 2006
- Best Foreign Film Award, Santa Barbara International Filmfest 2008, USA
- Öngören Preis für Demokratie und Menschenrechte, Filmfest Türkei / Deutschland, Nürnberg 2008
- Besondere Erwähnung für die darstellerische Leistung von Katharina Derr, Europa Cinema Viareggio und Rom 2008, Italien
- Bester Jugendfilm, Marburger Kinder- und Jugendfilmfestival Final Cut 2008
- Grand Prix du Ciné-Jeune de l’Aisne, Festival International de Cinéma Saint-Quentin 2008, Frankreich
- Castello D’Oro, Festival International Castellinaria Bellinzona 2008, Schweiz
- Film des Monats August 2008, Jury der evangelischen Filmarbeit[4]
- Prix de Jury, Festival de Films Européens Mamers en Mars 2009, Frankreich
- Prix des Jury Jeunes, Festival de Films Européens Mamers en Mars 2009, Frankreich
- Vorauswahl Deutscher Filmpreis 2009, Kategorie Beste Regie